# جسی جی
جسیکا الن کورنیش (به انگلیسی: Jessica Ellen Cornish؛ زادهٔ ۲۷ مارس ۱۹۸۸) که بیشتر با نام هنری جسی جی شناخته می‌شود، خواننده-ترانه‌پرداز انگلیسی است. او قبل از خوانندگی به نوشتن ترانه برای خواننده‌های معروفی چون کریس براون و مایلی سایرس شهرت داشت. جسی ترانهٔ معروف «پارتی در آمریکا» را برای مایلی سایرس نوشته‌است.
در نوامبر سال ۲۰۰۹ جسی جی اولین ترانهٔ خود به نام «مثل یه مرد انجامش بده» را منتشر کرد که در چارت انگلستان دوم شد. ترانهٔ بعدی جسی «برحسب قیمت» که در چارت‌های انگلیس، ایرلند و نیوزیلند اول شد و در نه کشور جزء ۱۰ ترانهٔ برتر بود.
جسی جی اولین آلبوم خود به نام «کسی که هستی» را در سال ۲۰۱۱ منتشر کرد، که یکی از پرفروش‌ترین آلبوم‌های سال ۲۰۱۱ شد. این آلبوم در انگلستان ۶۰۰٬۰۰۰ نسخه فروش داشت. در فوریهٔ سال ۲۰۱۱ جسی جی برندهٔ جایزهٔ بریت شد.

## ترانه‌شناسی
- کسی که هستی (۲۰۱۱)
- زنده (۲۰۱۳)
- شیرین سخن (۲۰۱۴)
- گل رز (۲۰۱۸)
- این روز کریسمس (۲۰۱۸)